# Proposición electoral de California
Una proposición electoral de California es un método de enmienda ya sea de la Constitución de California o un estatuto de California, en virtud del proceso de iniciativa y referéndum.
En el estado de California, las leyes estatales pueden ser propuestos directamente por el público, así como el de la Constitución del estado podrá ser modificada, ya sea por petición pública o por la legislatura al presentar un proyecto de enmienda constitucional para el electorado. El proceso de permitir al público a proponer leyes o enmiendas constitucionales se llama Iniciativa. El proceso de la Legislatura del Estado para proponer enmiendas constitucionales se llama Referéndum. El proceso se ocurre en una de dos maneras.
1. Primero, la legislatura del estado puede pasar una ley en la cual es firmada por el gobernador, proponiendo una enmienda constitucional estatal, que luego es presentada a los votantes como un referéndum en las siguientes elecciones estatales. Sí más del 50% de los votantes aprueban el referéndum, entonces la enmienda constitucional es aprobada y entra en efecto.

1. Segundo, el público en general podrá proponer a través de la iniciativa, ya sea de enmiendas a la Constitución del Estado o a la creación de nuevas leyes de estatuto, que se hace al escribir una propuesta de enmienda constitucional o un estatuto como petición, y presentando la petición al fiscal general del estado junto con una tarifa (en 2004, esta fue de US$ 200), y la obtención de la firmas en la petición de los votantes registrados que ascienden a 8 % (Para una enmienda constitucional) o el 5% (para un estatuto) del número de personas que votaron en las últimas elecciones para gobernador. Las peticiones firmadas se envían al Secretario de Estado Estatal para la validación de las firmas.

Las leyes ya aprobadas por la legislatura estatal pueden ser revocadas por medio de un referéndum. Para calificar un referéndum para su inclusión en la boleta electoral, una petición de referéndum debe haber sido firmada por al menos el 10% de los votantes activos.
Debido a las duplicación de firmas o las firmas inválidas, por lo general al menos el 50% más que el número mínimo legal de las firmas se recogen para compensar posibles firmas invalidadas. Si el número de firmas validadas es más que el número mínimo exigido, la propuesta de iniciativa de la medida se presenta a los votantes, de forma similar a un referéndum como se señaló anteriormente. Si la propuesta es aprobada por más del 50% de todos los votantes, se convierte en una parte de la Constitución del Estado (si se trata de una propuesta de modificación) o estatutos del estado (si se trata de un proyecto de ley) de la misma manera y con los mismos efectos jurídicos como si hubiera sido aprobada por la legislatura estatal y firmada por el gobernador.
Originalmente, la iniciativa y las peticiones de los referéndum se les asignaba un número a partir de un año. A menudo esto tendió a ser confuso ya que las iniciativas conocidas tales como la Proposición 13 puede ser confundida con otra iniciativa de un año posterior si había más de 12 propuestas en la boleta electoral de cualquier año. A partir de 1982, las proposiciones de números no se reutilizaron sino que continuaron incrementado hasta que pasara por lo menos una década de la fecha en la cual las proposiciones fueron pasadas, pero por lo general cuando las proposiciones se pasaban del número 200 se empezaba de nuevo. A partir de las votaciones de 1998, se reiniciaron las proposiciones empezando desde el 1 y se reinician cada 10 años.